# Halo-Effekt
Halo-Effekt [ˈheɪ.loʊ ɛˈfɛkt] (anhörenⓘ) (von englisch halo, Heiligenschein) ist eine aus der Sozialpsychologie bekannte kognitive Verzerrung. Der Effekt beschreibt die Tendenz von bekannten Eigenschaften auf inhaltlich verschiedene, ähnlich gute oder ähnlich schlechte Eigenschaften zu schließen. Das ist beispielsweise so, wenn attraktive Menschen als intelligenter eingeschätzt werden, obwohl diese Eigenschaften nicht notwendigerweise zusammen auftreten.
Bei einer positiven Verzerrung spricht man auch vom Heiligenschein-Effekt, bei einer negativen vom Teufelshörner-Effekt.

## Ursprung
Der Halo-Effekt wurde erstmals 1907 von Frederic L. Wells beobachtet. Der Terminus wurde im 20. Jahrhundert von Edward Lee Thorndike eingeführt.
Es gibt eine Reihe von psychologischen Experimenten zu diesem Effekt. Der Halo-Effekt wurde besonders von Thorndike und Gordon Allport beschrieben. Während des Ersten Weltkriegs untersuchte Thorndike, wie Vorgesetzte ihre Untergebenen beurteilen. Für seine Studie bat er Offiziere, ihre Soldaten nach bestimmten Gesichtspunkten zu bewerten: Intelligenz, Kondition, Führungsqualitäten, Charakter usw. Während einige „Supersoldaten“ in fast allen Bereichen hervorragende Noten erhielten, blieben andere in so gut wie allen Bereichen unter dem Durchschnitt. Anscheinend trauten die Offiziere einem Soldaten mit hübschem Gesicht und guter Körperhaltung automatisch zu, dass er zielgenau schießen, seine Schuhe blitzblank putzen und sogar Harmonika spielen konnte.

## Effekt
Unter dem Halo-Effekt wird die Tendenz verstanden, faktisch unabhängige oder nur mäßig korrelierende Eigenschaften von Personen oder Sachen fälschlicherweise als zusammenhängend wahrzunehmen. Einzelne Eigenschaften einer Person (z. B. Attraktivität, Behinderung, sozialer Status) erzeugen einen positiven oder negativen Eindruck, der die weitere Wahrnehmung der Person „überstrahlt“ und so den Gesamteindruck unverhältnismäßig beeinflusst. Ein typisches Beispiel für einen Halo-Effekt ist, wenn ein Lehrer die Leistungen eines gut aussehenden und freundlichen Schülers höher bewertet, als sie es objektiv im Vergleich mit den Leistungen anderer Schüler sind. Auch der Name kann bestimmte Assoziationen und einen entsprechenden Halo-Effekt auslösen.
Der Effekt tritt häufig dann auf, wenn sich der zu Beurteilende durch hervorstechende, ausgeprägte Eigenschaften oder Verhaltensweisen auszeichnet. Der Einfluss des Halo-Effekts ist besonders stark, wenn der Beurteiler speziell auf eine Verhaltensweise oder ein Merkmal Wert legt und dieses entsprechend überbewertet. Mangelnde Motivation und Informiertheit der Beurteilenden können den Effekt verstärken.

## Vermeidung
Für eine möglichst objektive Beurteilung müssen Beurteilungsfehler wie Halo-Effekte minimiert werden. Dies ist zum Beispiel durch Sensibilisieren der Wahrnehmung für den Halo-Effekt möglich. Ziel ist es, diese Fehlerquelle besser einschätzen zu lernen. Eine weitere Gegenmaßnahme bei mehreren gleichzeitig zu Beurteilenden ist, Merkmal für Merkmal zu bewerten, d. h. das erste Merkmal bei jedem zu Beurteilenden, dann das zweite und so weiter. Damit wird verhindert, dass der Beurteiler sich an einem Gesamteindruck orientiert.
 Eine Lehrkraft kann dies bei der Korrektur von Prüfungen erreichen, indem sie diese „quer korrigiert“: Zunächst wird die Aufgabe 1 sämtlicher Schüler korrigiert, anschließend Aufgabe 2 und so weiter. Somit wirkt sich eine außerordentliche Leistung (im positiven oder im negativen Sinne) eines Schülers bei einer einzelnen Aufgabe weniger auf nachfolgend zu korrigierende Aufgaben desselben Schülers aus.
Da durch Zeitdruck bei der Entscheidung der Halo-Effekt gefördert wird, sollte eine Entscheidung nicht unter Zeitdruck getroffen werden.

## Bedeutung in der Praxis

### Juristischer Kontext
Studien belegen den Einfluss des Halo-Effekts im juristischen Kontext und zeigen, dass äußere Merkmale oder spezifische Eigenschaften einer Person die Wahrnehmung anderer, nicht verwandter Eigenschaften (z. B. Schuld oder Unschuld sowie die Höhe einer verhängten Strafe) beeinflussen können. In verschiedene Studiendesigns wird der Einfluss der physischen Erscheinung bzw. der physischen Attraktivität untersucht. Diese weisen auf die Gefährdung der Neutralität juristischer Entscheidungen hin.

#### Einfluss von Attraktivität auf juristische Entscheidungen: Ergebnisse aus realen Gerichtsverfahren
Die Studie “Natural Observations of the Links between Attractiveness and Initial Legal Judgments” von Downs and Lyons (1991) untersuchte den Zusammenhang zwischen der Attraktivität der Angeklagten und der Höhe verhängter Geldstrafen im gerichtlichen Kontext. 
Bisherige Studien zeigten zumeist ähnliche Ergebnisse, die weitestgehend dem halo effect entsprechen: Bei attraktiven Angeklagten neigen die Geschworenen dazu, ihr Urteil zugunsten der attraktiven im Vergleich zu weniger attraktiven Angeklagten zu verändern. Diese früheren Studien basierten jedoch häufig auf Laborexperimenten mit Scheinjurys, wodurch die Übertragbarkeit der Ergebnisse auf reale Gerichtsverfahren eingeschränkt war. Um diese Forschungslücke zu schließen, analysierten Downs und Lyons reale Gerichtsverfahren mit echten Richtern und Angeklagten entlang der Texas Gulf Coast. Die Studie unterschied zwischen kleineren und größeren Delikten; Mehrfachdelikte und Kapitalverbrechen wurden ausgeschlossen. Die Attraktivität der Angeklagten wurde vor der Urteilsfindung von unabhängigen Beobachtern bewertet.
Die Studie zeigte, dass attraktivere Angeklagte bei kleineren Delikten signifikant niedrigere Geldstrafen erhielten als weniger attraktive Angeklagte. Demnach verringerte sich die Höhe der Geldstrafe, wenn die Attraktivität der Angeklagten stieg. Bei schwereren Delikten hingegen konnte kein Einfluss der Attraktivität auf die Strafhöhe festgestellt werden.
Die Ergebnisse werfen neue Fragen zu den Ursachen und Mechanismen dieses Effekts auf und betonen die Notwendigkeit weiterer Forschung unter realen Bedingungen.

#### Einfluss von wahrgenommener Verträglichkeit
Studien konnten nicht nur einen Effekt von physischer Attraktivität auf die Schuldigsprechung feststellen, sondern auch Effekte der allgemeinen physischen Erscheinung von Personen. So untersuchten Ford et al. in ihrer 2022 erschienen Studie, ob die wahrgenommene Verträglichkeit einen Einfluss auf die Schuldigsprechung von Personen hat. Als ein Bestandteil der Big Five kann hohe Verträglichkeit mit Adjektiven wie beispielsweise „nett“, „mitfühlend“ oder „vertrauensvoll“ beschrieben werden. Personen, die als hoch verträglich wahrgenommen werden, haben eine geringere Wahrscheinlichkeit, schuldig gesprochen zu werden. Wirken sie hingegen wenig verträglich, ist die Wahrscheinlichkeit der Schuldigsprechung erhöht. Diese Ergebnisse zeigen, dass der Halo-Effekt auch in juristischen Kontexten eine Rolle spielen kann.
Neben der wahrgenommenen Verträglichkeit untersuchten Ford et al. ebenfalls den Einfluss von Maskulinität auf die Schuldigsprechung von Personen. In diesem Bereich konnte jedoch kein Effekt von physischer Männlichkeit festgestellt werden, was die Autoren unter anderem auf methodische Einschränkungen zurückführen.

#### Einfluss von Attraktivität im juristischen Kontext
Die Studie "Physical Attractiveness and Criminal Justice Processing" von Beaver et al. (2019), die Daten der National Longitudinal Study of Adolescent to Adult Health (Add Health) analysiert, weist darauf hin, dass die physische Attraktivität von Personen Entscheidungen im Justizsystem beeinflussen kann. Die Attraktivität der befragten Personen wird von den Interviewern in vier Befragungswellen auf einer Skala von 1 bis 5 bewertet. Die Analysen der Daten umfassen verschiedene Phasen der Strafverfolgung, wie z. B. Bewährung, Verurteilung und Verhaftung. Dafür wird untersucht, ob die Attraktivität der befragten Personen mit von ihnen begangenen Straftaten, Verhaftungen oder Verurteilungen in Zusammenhang steht. 
Die Ergebnisse dieser Studie zeigen, dass attraktivere Frauen seltener verhaftet und verurteilt werden als weniger attraktive Frauen, während bei Männern kein solcher Zusammenhang festgestellt wird. Attraktivität hat gleichzeitig keinen Einfluss auf Bewährungsstrafen oder Inhaftierungen. Die festgestellten Effekte der Studie sind minimal, aber statistisch signifikant. 
Aufgrund der begrenzten Generalisierbarkeit auf schwerwiegende Straftaten, der subjektiven Attraktivitätsbewertung und der geringen Effektgröße wird die Studie kritisch betrachtet.

### Befragungen
Der Halo-Effekt kann auch in einem Fragenkatalog auftreten und zu einer Antwortverzerrung führen. Einzelne Fragen können andere „überstrahlen“. Wenn beispielsweise die vorhergehende Frage bestimmte Gedanken oder Gefühle auslöst, kann dies Auswirkungen auf die Antwort der nächsten Frage haben. Der Halo-Effekt muss daher bei der Konstruktion eines Fragebogens beachtet werden. Gezielt eingesetzt wird der Halo-Effekt bei Trickfragen.

### Unterhaltungsindustrie
In der Unterhaltungsindustrie wird der Begriff Halo-Effekt auch für die Beeinflussung der Wahrnehmung beim Konsum verwandter Content-Produkte verwendet. Bewerten wir z. B. einen Film positiv, wird auch unsere Wahrnehmung von Fortsetzungen positiv verfälscht.

### Management
Phil Rosenzweig hat untersucht, wie der Erfolg von Unternehmen in der Fachpresse bewertet wird. Wenn ein Unternehmen hohe Gewinne erzielt, werden die charakteristischen Eigenschaften des Unternehmens als Erfolgsfaktoren präsentiert. Wenn dasselbe Unternehmen später wegen eines geänderten Marktumfeldes oder stärkerer Konkurrenz in die Verlustzone rutscht, werden die gleichen Eigenschaften aus einem anderen Blickwinkel gesehen und als Ursache für den Rückgang des Umsatzes herangezogen.
So wird beispielsweise der ehemalige Erfolgsfaktor „flache Hierarchien und Entscheidungsfreiheit der Mitarbeiter“ plötzlich als „Wildwestkultur“ beschrieben, in der jeder sein eigenes Ding gedreht hat. Wegen fehlenden Planungsüberbaues sei ein Chaos entstanden, in dem den Mitarbeitern keine Zeit blieb für Effizienz, Kostenreduzierung und Teamarbeit. Hier ist also das aktuelle Geschäftsergebnis die Eigenschaft, die die weitere Wahrnehmung überstrahlt.
Studien, die darauf abzielen, die Faktoren für erfolgreiche Unternehmensführung zu finden, sind trotz wissenschaftlicher Analyse umfangreicher Ausgangsdaten oft voller Täuschungen, weil viele Autoren auf eine unabhängige Datensammlung verzichten und stattdessen auf leicht verfügbare Informationsquellen wie Zeitungsartikel oder Fachliteratur zurückgreifen, die schon unter dem Halo-Effekt leiden.